# 143 レコード
143 レコード（ワンフォースリー-、143 Records）は、デイヴィッド・フォスターが起こしたレコード・レーベルで、アトランティック・レコードのサブ・レーベル。
数字の「143」は「I love you」を表すポケットベルの番号から取られた。

## 主なアーティスト
- マイケル・ブーブレ
- ザ・コアーズ
- ジョシュ・グローバン
- ジャッキー・エヴァンコ
- レネー・オルステッド
- ジェイク・ザイラス